# Radima
Radima is een geslacht van haften (Ephemeroptera) uit de familie Leptophlebiidae.

## Soorten
Het geslacht Radima omvat de volgende soorten:
- Radima edmundsorum